# یاتارو کوروکاوا
یاتارو کوروکاوا (انگلیسی: Yatarō Kurokawa; ۱۵ نوامبر ۱۹۱۰ – ۲۳ ژوئن ۱۹۸۴) بازیگر اهل ژاپن بود.
از فیلم‌ها یا برنامه‌های تلویزیونی که وی در آن نقش داشته‌است می‌توان به دروازه جهنم، نیچیرن و حمله بزرگ مغول، ۴۷ رونین وفادار، آکو گیشی، و یاگیو رنیاسای:هیدنتسوگی کاگهشو اشاره کرد.